# Kanton Marquise
Kanton Marquise (francouzsky Canton de Marquise) byl francouzský kanton v departementu Pas-de-Calais v regionu Nord-Pas-de-Calais. Tvořilo ho 21 obcí. Zrušen byl po reformě kantonů 2014.

## Obce kantonu
- Ambleteuse
- Audembert
- Audinghen
- Audresselles
- Bazinghen
- Beuvrequen
- Ferques
- Hervelinghen
- Landrethun-le-Nord
- Leubringhen
- Leulinghen-Bernes
- Maninghen-Henne
- Marquise
- Offrethun
- Rety
- Rinxent
- Saint-Inglevert
- Tardinghen
- Wacquinghen
- Wierre-Effroy
- Wissant